# Richard Rauch (Politiker)
Richard Ernst Rauch (* 6. Dezember 1897 in Wolmünster; † 20. April 1977 in Saarbrücken) war ein deutscher Bergwerks- und Gewerkschaftsfunktionär sowie Politiker der SPS und der DSP.

## Leben
Rauch absolvierte die Lehre zum Schlosser, in diesem Beruf war er anschließend auch tätig. Politisch war er zunächst in der KPD aktiv, später trat er in die SPD/SPS über, wo er als Funktionär in Dudweiler fungierte. Nach der Saarabstimmung emigrierte er 1935 nach Frankreich. Am 12. Juli 1941 wurde er in Montbard verhaftet und anschließend im Saarbrücker Gefängnis Lerchesflur sowie im KZ Sachsenhausen inhaftiert. 1945 kehrte er ins Saargebiet zurück.
1950 wurde Rauch zum ersten Vorsitzenden des Industrieverbandes Metall Saar gewählt, dieses Amt hatte er bis 1955 inne. Im Folgejahr wurde er erster Bevollmächtigter der IG Metall in Saarbrücken. 1959 wechselte er auf die Burbacher Hütte, wo er bis 1965 als Sozialreferent und Betriebschef fungierte.

## Politik
1945 gehörte Rauch dem Gründungsausschuss der neu geschaffenen SPS, in der Partei gehörte er wenig später dem ersten Bezirks- und Landesvorstand an. Am 21. Juni 1945 wurde er zum Amtsbürgermeister von Friedrichsthal-Dudweiler ernannt, dieses Amt bekleidete er bis zum 22. September 1946. 1947 wurde er zum stellvertretenden Mitglied der Verfassungskommission des Saarlandes berufen. Im selben Jahr wurde er erstmals in den Landtag gewählt, 1952 erfolgte seine Wiederwahl. Im Juni 1955, wenige Monate vor der Abstimmung über den Zweiten Saarstatut, wechselte er in die DSP, nach den Neuwahlen schied er aus dem Landtag aus.